# Maxillaria praetexta
Maxillaria praetexta là một loài lan đặc hữu của Venezuela (Carabobo).